# Santiago (Paraíso)
Santiago è un distretto della Costa Rica facente parte del cantone di Paraíso, nella provincia di Cartago.